# La traviata (film, 1968)
Pour les articles homonymes, voir La traviata (homonymie).
Pour plus de détails, voir Fiche technique et Distribution.
La traviata est un film italien réalisé en 1968 par Mario Lanfranchi avec la soprano Anna Moffo dans le rôle-titre.

## Synopsis
Version filmée en studio de l'opéra de Giuseppe Verdi.

## Fiche technico-artistique
- Pays : Italie
- Durée : 110 minutes
- Couleur : couleur
- Son : mono
- Date de sortie : 27 février 1968
- Réalisation : Mario Lanfranchi
- Image : Leonida Barboni
- Montage : Gisa Radecchi Levi
- Décors : Maurizio Monteverde
- Maquillage : Amato Garbini
- Musique : Giuseppe Verdi
- Direction musicale : Giuseppe Patanè
- Chorégraphie : Gino Landi (it)
- Distributeur : Video Artists International (VAI)

## Distribution
- Violetta Valery : Anna Moffo
- Alfredo Germont : Franco Bonisolli
- Giorgio Germont : Gino Bechi
- Flora Bervoix : Mafalda Micheluzzi
- Gastone : Glauco Scarlini
- Baron Douphol : Arturo La Porta
- Marquis d'Oligny : Maurizio Piacenti
- Dr. Grenvil : Afro Poli
- Annina : Gianna Lollini
- Giuseppe : Athos Cesarini
- Chœur et orchestre de l'Opéra de Rome dirigé par Giuseppe Patanè.

## Autour du film
Anna Moffo était alors l'épouse de Mario Lanfranchi.